# Wilhelm Schencke

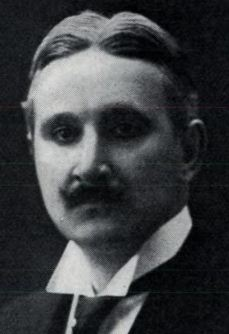

Johann Friedrich Wilhelm Schencke, född den 9 januari 1869 i Kristiania, död den 29 juni 1946, var en norsk orientalist och religionshistoriker.
Schencke blev teologie kandidat 1894, studerade sedan semitiska språk, i synnerhet arabiska, och egyptologi samt blev 1901 universitetsstipendiat och 1915 professor i religionshistoria vid Kristiania universitet. Filosofie doktor blev han 1904 på avhandlingen Amon Re. En studie over forholdet mellem enhed og mangfoldighed under udviklingen af det aegyptiske gudsbegreb. Han tilldelades Fridtjof Nansens belønning for fremragende forskning 1905. Bland hans arbeten i jämförande religionshistoria märks Egypten-Israel-Babylonien (samma år), En del religionshistoriske bemerkninger angaaende de kristelige sakramenter (1905), De jødisk-aramaeiske papyri fra Elefantine (1912) samt Die Chokma (Sophia) in der jüdischen Hypostasenspekulation. Ein Beitrag zur Geschichte der religiösen Ideen im Zeitalter des Hellenismus (1913). I populärvetenskaplig, fängslande form framställde Schencke bland annat den religionshistoriska arkeologins dåtida resultat i Hvad jorden gjemte (1911) och i avdelningen Religion i Kristofer Visteds "Kulturens historie" (1916).